# Ptahmose (Wesir unter Thutmosis III.)
Ptahmose war ein hoher altägyptischer Beamter aus der Zeit des Neuen Reiches. Er war unterägyptischer Wesir und amtierte unter Thutmosis III. Wesire waren die wichtigsten Beamten im ägyptischen Staat. Seit der 18. Dynastie war das Amt des Wesirs zweigeteilt. Ein Wesir amtierte in Theben und war für Oberägypten zuständig. Der andere Wesir amtierte in Memphis und sein Amtsbereich war Unterägypten.
Ptahmose ist mit Neferweben der bisher früheste belegte Wesir Unterägyptens. Die Reihenfolge beider Amtsträger ist unsicher, meist wird Neferweben als erster angeführt. Ptahmose ist von Kanopenkrügen bekannt, die aus Sakkara, der Nekropole von Memphis stammen. Dies belegt, dass Ptahmose dort bestattet wurde und wahrscheinlich dort residierte. Aus diesem Grab stammt auch eine große Scheintür aus Granit. Auf einer Statue von ihm erscheint der Name von Thutmosis III., womit er mit Sicherheit unter diesem Herrscher zu datieren ist. Diese Statue war ein Geschenk des Herrschers an den Beamten in den Totentempel von Thutmosis III. Es gibt einen Hohepriester des Ptah mit Namen Ptahmose, der in die gleiche Zeit datiert. Es ist unsicher, ob er mit dem Wesir identisch ist, oder ob es sich um zwei verschiedene Personen handelt.